# Leigh Sports Village
El Leigh Sports Village es un recinto deportivo de uso múltiple, venta y desarrollo de viviendas situado en Leigh en Gran Mánchester, Inglaterra. Es la sede del equipo de fútbol femenino del Manchester United, de la FAWSL y del Leigh Centurions, equipo de la Super League, además de acoger al club de rugby amateur Leigh East y al club de atletismo amateur Leigh Harriers, que ocupan instalaciones dedicadas en el sitio. Otras instalaciones incluyen el campus del Wigan and Leigh College, Leigh Sports Center, que incluye un gimnasio, sala de deportes y piscina, y el Park Inn Hotel.

## Historia
Leigh Sports Village es un desarrollo al suroeste del centro de la ciudad de Leigh, en el lado norte del canal de Leigh entre Leeds y Liverpool, cerca del Pennington Flash Country Park y se accede desde la A579, Atherleigh Way y por las rutas peatonales de la ciudad y sus alrededores. El esquema fue desarrollado inicialmente para contribuir a la regeneración de Leigh y proporcionar instalaciones modernas para los clubes deportivos locales, escuelas y la comunidad local.
El foco principal del centro deportivo es el estadio construido para los clubes deportivos profesionales locales y sus instalaciones asociadas. Hay una piscina de 25 m, gimnasios y salas de actividades y un pabellón deportivo utilizado por los clubes deportivos, la universidad y la comunidad. Se ha construido una pista sintética de 400 m, una instalación de entrenamiento cubierta y un área de deportes de campo para Leigh Harriers y el Athletic Club y el club de liga de rugby amateur, Leigh East ARLFC.
El Leigh College ocupa un sitio en el perímetro del estadio y comparte instalaciones deportivas y juveniles. Para hacer el proyecto comercialmente viable, los locales comerciales, la vivienda y un hotel se construyen en el sitio cerca de Atherleigh Way.
Los caminos en el recinto de deportes se nombraron conmemorando a las tres personalidades deportivas locales: Tommy Sale, Jimmy Ledgard y Geoff Turner. Las calles son Sale Way, sede del estadio, la sexta universidad y el centro deportivo, la dirección Turner Way de Leigh Harriers Athletics Club, mientras que Ledgard Avenue alberga el nuevo Leigh East clubhouse.

## Estadio
En diciembre de 2008 se celebraron dos eventos de ascenso para cumplir con los requisitos del certificado de seguridad. Un festival de la liga del rugbi para niños se llevó a cabo el 14 de diciembre del mismo año como el primer acontecimiento, reprogramado de la semana anterior debido a que el césped se encontró congelado. Después de un primer evento exitoso, la capacidad del público se fijó en 4.775. Una multitud de 4.714 vio a Leigh contra Salford el 28 de diciembre del mismo año.
El Leigh Sports Village fue inaugurado oficialmente el 21 de mayo de 2009, por Su Majestad la Reina Isabel y HRH el Duque de Edimburgo.
El complejo fue incluido en los Pre-Games Training Camp Guide de Londres 2012. La instalación estaba disponible para su uso por las naciones competidoras como un campo de entrenamiento antes de los Juegos Olímpicos de Londres 2012. Aunque los funcionarios negociaron con el equipo olímpico ucraniano, ninguna nación optó por concentrar a los atletas en Leigh Sport Village.
El 27 de julio de 2013 el estadio organizó su primera semifinal de la Challenge Cup de la Rugby League, entre Wigan y los London Broncos.
El 5 de noviembre, el estadio fue sede de la Copa Mundial de Rugby de 2013 en un encuentro entre Tonga contra las Islas Cook, donde Tonga ganó 22-16 frente a una multitud de 10.544 espectadores todo un récord de asistenta. Esta asistencia fue superada el 11 de agosto en la semifinal de la Challenge Cup con una asistencia de 12.005 espectadores donde el Castleford derrotó a Widnes 28-6.
El 21 de junio de 2014, Sir Elton John y su banda tocaron frente a 17.000 aficionados en uno de los tres únicos lugares anunciados en el Reino Unido para su gira 2013-14.
En octubre de 2015, Inglaterra jugó con Francia en un partido amistoso antes de su serie de prueba de fin de año contra los Kiwis.

## Partidos de prueba de la Rugby League
El Leigh Sports Village ha acogido a tres encuentros internacionales de Inglaterra. Los resultados son los siguientes:
| Fecha                 | Oponentes | Resultado                                                     | Asistencia | Campeonato               |
| --------------------- | --------- | ------------------------------------------------------------- | ---------- | ------------------------ |
| 12 de junio de 2010   | Francia   | 60 - 6                                                        | 7.951      | Encuentro de preparación |
| 29 de octubre de 2011 | Gales     | 42 - 4                                                        | 10.377     | Cuatro Naciones 2011     |
| 24 de octubre de 2015 | Francia   | 84 - 4 Archivado el 26 de octubre de 2015 en Wayback Machine. | 8.380      | Encuentro de preparación |

El estadio fue anfitrión de un partido inter-grupo de la Copa Mundial de Rugby 2013 entre Tonga e Islas Cook el 5 de noviembre de 2013 con 10.554 asistentes. Tonga ganó 22 - 16.
Se realizó un partido de clasificación para la Copa Mundial de Rugby 2017. El partido fue entre Italia y Rusia el viernes 4 de noviembre de 2016, con el ganador asegurando la 14.ª y última plaza en el torneo en Australasia en 2017.

## Instalaciones
Las instalaciones disponibles en Leigh Sports Village incluyen:
- Un estadio al aire libre multiusos de 12.000 asientos con césped y calefacción bajo el mismo.[16]
- Cuatro suites de hospitalidad y 22 espacios corporativos.
- Leigh Indoor Sports Center - Un gimnasio, 9 pistas deportivas y 25 m 6 carriles de piscina.
- Una pista de carreras de 400 m con una instalación de sprint de 60 m cubiertos y clubhouse.
- Parcelas artificiales y de césped de 3ª generación, de uso múltiple.
- Pabellón deportivo.

## Usuarios e inquilinos del complejo
El sitio es operado por Leigh Sports Village Company en nombre del Wigan Council –propietarios del estadio, estadio atlético y club, piscina y centro deportivo, casa club de rugby y campos 3G–. Wigan Leisure y Cultura Trust operan el Leigh Indoor Sports Center. Junto con el público en general, el uso de campos artificiales y de hierba, sala de deportes, gimnasio y piscina, el sitio de Leigh Sports Village tiene varios inquilinos a largo plazo.
- Leigh Centurions de la rugby league son inquilinos en el estadio.
- Swinton Lions de la rugby league.[17]
- Leigh Harriers Athletic Club son los inquilinos de las instalaciones de atletismo.[18]
- Las Blackburn Rovers Reservas juegan partidos como local en el Barclays Premier Reserve League North en Leigh Sports Village Stadium, a partir de 2009, llevando su estancia de nueve años en Christie Park a su fin.[19]
- Kro Hoteles son los propietarios y operadores del hotel Holiday Inn Express, vendido en 2014 por los propietarios anteriores Park Inn.[20]
- Leigh Athletic Football Club. Juega todos sus partidos como local en el Leigh Harriers.[21]
- El Manchester United Reservas juegan la mayoría de los juegos locales allí a partir de la temporada 2014-15.[22]
- Johnson Training ofrece cursos de entrenamiento para operadores de piscinas en el Leigh Indoor Sports Centre.[23]
- El equipo Manchester United Women Football Club  juega sus partidos de la Women's Super League  en este estadio.